# 国際連合安全保障理事会決議12
国際連合安全保障理事会決議12（こくさいれんごうあんぜんほしょうりじかいけつぎ12、英: United Nations Security Council Resolution 12, UNSCR12）は、1946年12月10日に国際連合安全保障理事会で採択された決議。当時王制だったギリシャの問題に対する最初の決議である。
同決議は全3項からなる。
1. ギリシャとユーゴスラビアの代表が討議に参加するために召喚されることを無投票で決定すること
2. アルバニアとブルガリアの代表が上記2国のなそうとしている宣言を聴聞するために安全保障理事会に召喚されること
3. アルバニア及びブルガリアの代表は討議に参加するために召喚されることを無投票で決定すること

第1・2項は満場一致で採択されたが、第3項は多数決により採択された。決議全体については投票が行われなかった。

## 補足

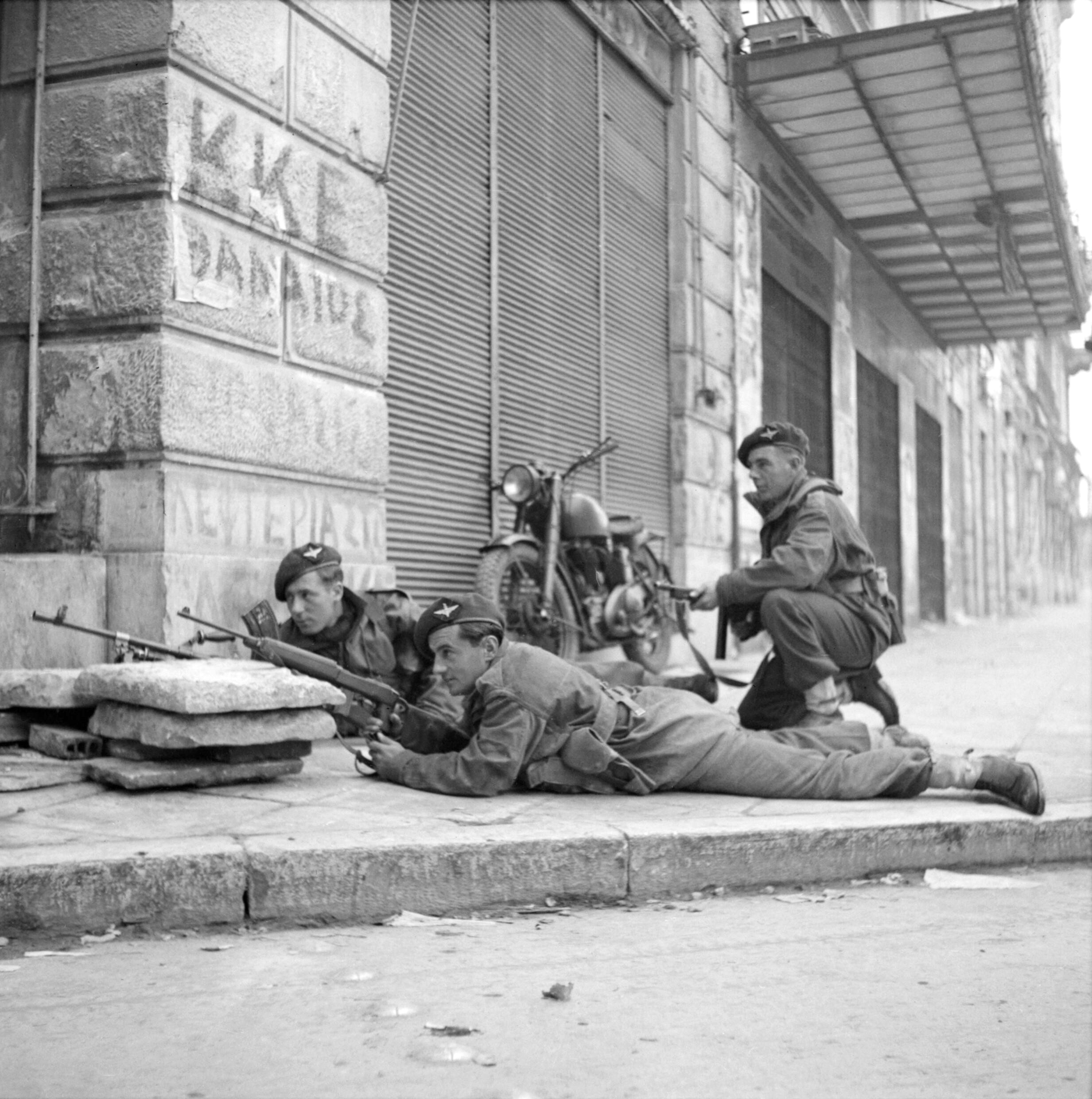
ギリシャ内戦におけるイギリス空挺部隊隊員

ギリシャの情勢に関しての問題提起が最初になされたのは、英国軍によるギリシャへの内政干渉の申し立てが地域の他の国々との緊張を引き起こした1946年1月であり、この提起を行ったのはソビエト連邦である。もとより王制に対して共産主義者による抵抗運動が行われており、これをユーゴスラビアが支援していた。また同年3月にはギリシャ内戦が勃発している。